# たなか久美
たなか 久美（たなか くみ、1981年3月21日 - ）は、日本の女性声優。東京都出身。旧芸名は河合 久美。フリー。

## 略歴
日本ナレーション演技研究所卒業。
1998年よりアイムエンタープライズにてデビュー。
2007年6月30日付けでアイムエンタープライズを退所。
2007年7月22日公式HP上にて、現在受けている仕事が終わり次第引退することを表明していたが、後に引退を撤回してたなか 久美に改名する。マウスプロモーションに所属。
2015年3月末、マウスプロモーションを離れフリーとなる。同年10月1日より、ムーブマンに所属。

## 人物
声域はソプラノ。
趣味、特技は日本舞踊（藤間流）、声楽、人見知りしない、インタビュー、ゲーム、お酒。
大のお酒好きであり、好きな日本酒は真澄である。
好きな言葉は「いつまでも光り輝けるように」。
弟がいる。

## 出演
太字はメインキャラクター。

### テレビアニメ
2005年
- SPEED GRAPHER（女性2）

2006年
- 乙女はお姉さまに恋してる（女子生徒、世界史教師）
- パピヨンローゼ New Season（アンヌ〈パピヨンリリィ〉）
- らぶドル Lovely Idol（北条知奈）

2009年
- コケッコーさん（ピーヨ、ピーク）

2011年
- NHKオリジナルミニアニメ クマ星人とぼく（大橋ミズ）

2012年
- みつばちマーヤ（マーヤ）

### OVA
2001年
- Memories Off（伊吹みなも）

2010年
- 百合星人ナオコサン（お母さん）

### ゲーム
1998年
- étude prologue 〜揺れ動く心のかたち〜（鮎瀬碧）

1999年
- Memories Off（伊吹みなも）

2003年
- Memories Off Duet（伊吹みなも）

2005年
- Memories Off After Rain（伊吹みなも）
- らぶドル 〜Lovely Idol〜（北条知奈）

2008年
- 12RIVEN -the Ψcliminal of integral-
- レイトン教授と最後の時間旅行

2009年
- イナズマイレブン2 脅威の侵略者ファイア/ブリザード（看護婦） - 2作品
- ファイナルファンタジーXIII

2010年
- ベビーシッターママ（赤ちゃん）

2011年
- クイーンズゲイト スパイラルカオス（天狐）

2012年
- ファイアーエムブレム 覚醒（インバース、ノノ）

2014年
- アサシン クリード ローグ（ホープ・ジェンセン）
- 流星☆ハレーション（カシオペア）
- 御城プロジェクト（二条城、雑賀城、本庄城、宇都宮城）
- 境界の黒翼 アサルトレイヴン ‐白銀の意思 アルジェヴォルン外伝（グレイス・アルウィック、ココノエ・ユキナ、ヘレナ・ディースブルク）
- ブレイドアンドソウル（ホーク・ヨロウ　他）

2015年
- ウィッチャー3　ワイルドハント（魔女キーラメッツ）
- 幻影異聞録♯FE（インバース）
- 戦国BASARA4 皇（亜奈娘）
- ドラゴンズドグマ オンライン（リズ）
- 見習い魔女とモコモコフレンズ（モコ）

2016年
- ストリートファイターV（ユーリ）
- ライフ イズ ストレンジ（マックス・コールフィールド）
- 御城プロジェクト:RE（二条城、雑賀城、本庄城、宇都宮城、乙女城）
- ドラゴンズドグマ オンライン 2ndシーズン　（リズ）

2017年
- ファイアーエムブレム ヒーローズ（2017年 - 2025年、ノノ、ターナ、インバース）
- 誰ガ為のアルケミスト（カティア、セリアズ）
- フォーオナー（大蛇〈女〉）
- Deus Ex: Mankind Divided
- グウェント ウィッチャーカードゲーム
- シャドウストーン
- HITMAN
- destiny2

2018年
- 装甲娘（ヤマオカ セン、フセ アイナ、ミナセ リノ）
- ライフ イズ ストレンジ ビフォア ザ ストーム（マックス・コールフィールド）
- マリオテニス エース

2020年
- 装甲娘 ミゼレムクライシス（ハンター、ムシャ、ゼノン）

2024年
- ライフ イズ ストレンジ ダブルエクスポージャー（マックス・コールフィールド）

### 吹き替え

#### 映画
- 赤い薔薇ソースの伝説（ティタの孫娘）
- アメイジング・ワールド 勇士の帰還（ベーサン）
- アロハ（トレイシー〈レイチェル・マクアダムス〉）
- イップ・マン 誕生（リー・メイワイ）
- インセプション
- X-MEN:フューチャー&パスト（クラリス・ファガーソン / ブリンク〈ファン・ビンビン〉）
- カンフー・キッド（オウム）
- キック・アス（ケイティ〈リンジー・フォンセカ〉）
- キック・アス/ジャスティス・フォーエバー（ブルック〈クローディア・リー〉、ケイティ〈リンジー・フォンセカ〉）
- クレイジーズ（ベッカ・ダーリング〈ダニエル・パナメイカー〉）
- クローズド・バル 街角の狙撃手と8人の標的（エレナ〈フランカ・スアレス〉）
- サロゲート（家主）
- シャッフル2 エクスチェンジ（ケイシー・リッグス）
- 355（ミーシェン〈ファン・ビンビン〉[20]）
- それでも生きる子供たちへ（ビルー）
- ゾンビーズ（レイシー〈エミリア・マッカーシー〉）
- ダークナイト（ナターシャ）※テレビ朝日版
- 第9地区（リトルCJ）
- 沈黙の逆襲（看護婦）
- 冷たい雨に撃て、約束の銃弾を（アイリーン〈シルヴィー・テステュー〉）
- バードマン あるいは（無知がもたらす予期せぬ奇跡）（ローラ・オーバーン〈アンドレア・ライズボロー〉）
- ピラニア リターンズ（シェルビー[21]）
- ファウンダー ハンバーガー帝国のヒミツ（ジョアン・スミス[22]）
- ファミリー・ツリー（ジュリー・スピアー〈ジュディ・グリア〉）
- プロヴァンスの贈りもの（ルーシー）
- 密告者 DEATH HOLL（リタ・バズゲイト刑事）
- メランコリア（ジャスティン〈キルスティン・ダンスト〉）
- リトル・ランボーズ（ダニー）
- ルビー・スパークス（ライラ〈デボラ・アン・ウォール〉）
- RED/レッド（マーナ）
- レッドライン（女性乗務員）
- レボリューショナリー・ロード/燃え尽きるまで（モーリーン、マイケル）
- ロボコップ（クララ・マーフィ〈アビー・コーニッシュ〉）

#### ドラマ
- iCarly（シャノン）
- 赤と黒
- アメリカン・ホラー・ストーリー（若年のモイラ）
- ARROW/アロー（ブリ―・ラーバン）
- 倚天屠龍記（周芷若）
- オー!マイレディ（ミンジ、ホン・ユラ）
- 華麗なるペテン師たち4 #2
- コールドケース6 #3, #14（ミリアム・フォスター）、#22（コートニー）
- コールドケース7 ザ・ファイナル #6（若いクリスティ）
- CSI:9 科学捜査班 #5
- CSi:10 科学捜査班 #2
- CSI:ニューヨーク5 #13
- CSI:マイアミ8 #9, #16
- CSI:マイアミ10 ザ・ファイナル #14（レイチェル・ペトレーラ）
- スキップ・ビート! 〜華麗的挑戦〜
- スリーピー・ホロウ（カトリーナ・クレーン〈カティア・ウィンター〉）
- ゾウズ・フー・キル 殺意の深層（ヨハン・ジェファー）
- ゾーイの秘密アプリ（テイラー・ディーン）
- チャームド〜魔女3姉妹〜 #131, #132
- THE FLASH / フラッシュ シーズン1（ブリー・ラーバン）
- ボーンキッカーズ 考古学調査班
- ホワイトチャペル 終わりなき殺意（フランシス、サラ）
- マードック・ミステリー 〜刑事マードックの捜査ファイル〜（イニッド・ジョーンズ）
- 魔術師 MERLIN #10
- ミディアム 霊能者アリソン・デュボア
  - シーズン3 #7, #11
  - シーズン4 #7, #8
  - シーズン5（アシュリー） #2, #6, #13, #14, #15
- リゾーリ&アイルズ ヒロインたちの捜査線 #8
- リゾーリ&アイルズ4 #最終話（ナタリー・ブルームフィールド）
- リゾーリ&アイルズ6（ニコル）

#### アニメ
- 冬のソナタ アニメ版（2009年、ジェイン）
- ベン10 エイリアンフォース（2009年、ジュリー・ヤマモト、サンドラ）
- すすめ! オクトノーツ（2010年、トゥイーク）
- スター・ウォーズ/クローン・ウォーズ（2010年、アイオニ・マーシー）
- おさるのジョージ（2011年、ヴィッキー）
- 雪の女王（2012年、カイ）
- オクトノーツと地上のミッション（2021年、トゥイーク）

### ドラマCD
- 黒薔薇アリス（光哉・母）
- 純情（倉田・母）
- 空色パンデミック（遥）
- 半分の月がのぼる空 VOL.1 - 2（沢口有希〈VOL.1〉、裕一〈少年時代〉〈VOL.2〉）
- Memories Off（伊吹みなも）
- らぶドル 〜Lovely Idol〜（北条知奈）

### ラジオ
※はインターネット配信
- たなか久美の御城勉強ラジヲ〜オールスターキャッスル〜（2017年11月 - 2021年2月、HiBiKi Radio Station※） - 自身のオフィシャルサイトがそのまま当番組のオフィシャルサイトとなっている。

### ラジオドラマ
- VOMIC
  - 月華美刃（梅之内イズミヤ）
  - バドガール（野崎マナ〈マナティー〉）

### 舞台
- アトリエ公演Vol.7 『Short Theater Festival 2006』
- BLUESTAXI第23回公演『Hello!Goodbye!』（鈴子）

### その他コンテンツ
- 三井住友トラスト不動産CM（公式キャラクター 青山みさき）
- 日比谷図書文化館（館内アナウンス他）
- 境界の黒翼 アサルトレイヴン ‐白銀の意思 アルジェヴォルン外伝（TVCM ナレーション）
- AKB48 大握手会オープニングナレーション
- ネイチャーPRイベントinサマーランド キャラボイス＆司会 MC
- マンションVPマンション柏の葉CM（お母さん役）
- EXILE LIVE TOUR 2013 "EXILE PRIDE"（ナレーション）
- TVCMアマノフーズ
- 声優口演ライブ したコメmeets 小津安二郎

## ディスコグラフィ

### キャラクターソング
| 発売日   | 商品名                                                           | 歌                     | 楽曲                                                     | 備考                                 |
| 1999年   | 1999年                                                           | 1999年                 | 1999年                                                   | 1999年                               |
| -------- | ---------------------------------------------------------------- | ---------------------- | -------------------------------------------------------- | ------------------------------------ |
| 12月18日 | Memories Off                                                     | みんな                 | 「MEMORIE I・N・G」                                      | ゲーム『Memories Off』イメージソング |
| 2001年   |                                                                  |                        |                                                          |                                      |
| 5月9日   | メモリーズオフ・マキシシングル・コレクションVol.6 星になるために | 伊吹みなも（河合久美） | 「星になるために」                                       | ゲーム『Memories Off』関連曲         |
| 2002年   |                                                                  |                        |                                                          |                                      |
| 5月9日   | みんなでつくるメモオフCD!!                                       | 伊吹みなも（河合久美） | 「まぶしさ」                                             | ゲーム『Memories Off』関連曲         |
| 5月9日   | みんなでつくるメモオフCD!!                                       | メモオフ1stメンバー    | 「澄空学園校歌斉唱」                                     | ゲーム『Memories Off』関連曲         |
| 5月9日   | みんなでつくるメモオフCD!!                                       | 1st&2ndメンバー全15人  | 「雨のち想い出」                                         | ゲーム『Memories Offシリーズ』関連曲 |
| 2006年   |                                                                  |                        |                                                          |                                      |
| 4月7日   | みんなでつくるメモオフCD!! Season 3                              | みんな&みんな          | 「紙ヒコーキの旅（メモオフバレンタインコンサートLive）」 | ゲーム『Memories Offシリーズ』関連曲 |